# Pashtunwali
Pashtunwali, Pakhtunwali of Afghaniat is het normensysteem van de Pathanen (ook wel Pashtun of Pakhtun genoemd) en wordt gerekend tot de zogenaamde stammenwetten. Het is gericht op de bescherming van de familie, de stam, de natie en de eer. 
De pashtunwali bevat door zijn hoge (voor-islamitische) ouderdom oude tradities als vergelding (badal, letterlijk ruiling) die ook in andere geestelijke en religieuze rechtstelsels uit de oudheid voorkomen.  
De badal kan ook in de letterlijke betekenis van het woord door ruiling (van geld, goederen en huwelijk) bereikt worden. De gastvrijheid (melmastya) geldt echter als de hoogste van alle waarden. Deze is nauw verbonden met de nanawati (vergeving, het bieden van onderdak en onderdeel van het asielrecht). De nanawati moet aan een ieder verleend worden zodra het woord wordt uitgesproken, zelfs aan de grootste vijand. De badal wordt hierdoor afgezwakt. 
Wie geen nanawati biedt, wordt niet als edelman (ghairatman) beschouwd en roept schande en schaamte over zich uit.
Wie goede "sha" betoont, wordt behalve "ghairatman" ook "nangyalay" (man van eer) genoemd. De woordcombinatie "nang" en "namus" speelt daarbij een belangrijke rol. Nang is te beschouwen als de "mannelijke eer", die door "tura" is na te streven. Wie "tura" praktiseert (letterlijk zwaard), wordt "turyalay" genoemd. Hij vervult een dienst voor de gemeenschap, bijvoorbeeld door de verdediging van het vaderland; vandaar het spreekwoord "Tura ye wokra!", als men iets belangrijks heeft bereikt.
Het begrip "namus" heeft betrekking op de "vrouwelijke eer", en vergt de bescherming van familie en grondgebied, wat ook het vaderland kan betekenen.
De meeste conflicten ontstaan op het gebied, dat aangeduid wordt als "khaza, zar en zamaka", ofwel, vrouw, goud en aarde. Om conflicten op te lossen wordt de "jirga" (vergadering) bijeengeroepen, op nationaal niveau is dat de "Loya Jirga" (letterlijk: grote vergadering, een vergadering van stamoudsten en tegenwoordig ook politieke leiders). De strijdende partijen (gond) worden door de "jirga" verzoend (ook een politieke partij wordt "gond" genoemd). Zo nodig worden de besluiten van de jirga voltrokken door de "zalwekhti" (40-tal bestuurders). 
Om eventueel groeperingen uit elkaar te houden, wordt over een grenslijn onderhandeld, die wordt gemerkt met "tiga" of "kana" (letterlijk "steen"). Geen van de partijen mag deze grens nog schenden, de besluiten van de jirga zijn namelijk bindend. De uitdrukking "da kano karkha" (een met een steen getrokken streep) betekent dan ook zoveel als "algemeen verbindend".

## Enkele belangrijke begrippen van de pashtunwali
| Melmastya            | gastrecht                                                               |
| Nanawati             | vergeving                                                               |
| Badraga              | lijfwacht                                                               |
| Schariki, Berabari   | gelijkheid                                                              |
| Jirga                | vergadering                                                             |
| Maraka               | kleine vergadering                                                      |
| Loya Jirga           | grote vergadering                                                       |
| Meschrano Jarga      | raad van oudsten                                                        |
| Zar                  | eigendomsrecht                                                          |
| Pana                 | asielrecht                                                              |
| Wolesi Jirga         | rechterlijke macht                                                      |
| Zalwekhti            | uitvoerende macht                                                       |
| Gond                 | partijenwet                                                             |
| Láshkar              | leger                                                                   |
| Kana (Tiga)          | grenslijn                                                               |
| Tura                 | verdienste, prestatie                                                   |
| Namus, Parda, Scharm | bescherming van familie en vaderland                                    |
| Khpelwaki            | vrijheid (individueel en van het vaderland, letterlijk zelfbeschikking) |
| Swara                | afstaan van een vrouw (als boete voor een zware misdaad)                |

## Toelichting bij de afzonderlijke onderdelen van de pashtunwali
- Melmastia: de eerste wet van de pashtunwali. Het staat voor de gastvrijheid ten opzichte van alle gasten, zonder een tegenprestatie te verlangen.
- Badal: de tweede wet van de pashtunwali. Het staat voor het "wraak nemen" als iemand een onrecht of kwaad is aangedaan.
- Nanawatay: de derde wet. Nanawatay komt van het werkwoord "heengaan" een heeft betrekking op de overwonnene die in het huis van de overwinnaar binnengaat en om vergeving vraagt. Als het geschil de ontering of verwonding van een vrouw betreft, kan men geen "nanawatay" vragen.
- Nang (eer): de vierde wet. Nang bestaat uit diverse zaken die samen de eer van een Pathaan of van zijn familie vormen.
- Tor (zwart): heeft betrekking op gevallen waarin het om de eer van een vrouw gaat. "Tor" kan slechts in "Spin" (wit) wordt omgezet door de dood van de veroorzaker.
- Tarboor (neef): In de samenleving van de Pathanen heeft het woord "tarboor" (neef) de bijbetekenis van rivaliteit of vijandschap.
- Lashkar: het leger van de stam. Dit leger voert de beslissingen van de jirga uit.
- Jirga: De jirga is de vergadering van de stamoudsten, die bij verschillende gelegenheden of voor verschillende situaties bijeengeroepen kan worden, bijvoorbeeld voor geschillen binnen stammen of tussen verschillende stammen.
- Chalweshti: Dit woord komt van het woord "veertig" en heeft betrekking op de tenuitvoerlegging van de beslissingen van de jirga. Dat wil zeggen, elke veertigste man maakt er deel van uit. In Kurram heet deze groepering "shalgoon", wat van het woord "twintig" is afgeleid. Daar is elke twintigste man lid van deze groep.
- Teega/kanrai (steen): Teega staat voor een vaste datum waarop de vijandelijkheden tussen de strijdende partijen moet worden onderbroken.
- Nikkat: Nikkat is afgeleid van het woord "nikka", dat staat voor "grootvader". Het heeft betrekking op de verdeling van winsten en verliezen binnen stammen en onderstammen. De verdeelsleutel volgt niet noodzakelijkerwijs de actuele getalsverhoudingen, maar kan al generatieslang vastliggen en op een buitenstaander onrechtvaardig overkomen.
- Badragga: Badragga heeft betrekking op een escorte van leden van een stam. Een aanval op een "badragga" kan een stammenvete tot gevolg hebben.
- Hamsaya (buurman): Hamsaya duidt een groep aan, die zich toevertrouwd aan de bescherming van een sterkere groep. Elke aanval op de "hamsaya" wordt opgevat als een aanval op diens beschermer.
- Qulang (huur of pacht): Qalang wordt geheven door de grondbezitter van zijn pachters. In deze context komt dat vooral voor bij de Yusufzai, maar het kan bij andere stammen weer een andere betekenis hebben.
- Malatar: Malatar duidt op de leden van een groep die aan een gevecht deelnemen als plaatsvervangers voor hun leider of samen met hem.
- Mu'ajib; Mu'ajib slaat op de jaarlijkse of halfjaarlijkse vaste uitbetaling van een bedrag aan stammen of onderstammen door de politieke macht.
- Lungi: Lungie slaat op de uitbetaling door de politieke macht aan afzonderlijke leiders.
- Nagha: Nagha is een boete die door een veroordeelde moet worden betaald; het bedrag wordt door de stamoudsten bepaald. Deze straf kan in voorkomende gevallen door de "Lashkar" ten uitvoer worden gelegd.
- Rogha: Rogha staat voor het beëindigen van een conflict tussen strijdende groeperingen.
- Hujra: Een hujra is een verblijf- of slaapplaats voor gasten en mannelijke, ongehuwde inwoners van een dorp. De kosten worden gewoonlijk gedeeld door de bewoners van het dorp. Bij elke "hujra" staat gewoonlijk een moskee, die aan de dorpsstructuur is verbonden.
- Sware: een vorm van boetedoening voor moord, echtbreuk of ontvoering. Een vrouw uit de  familie van de dader wordt aan een man uit de familie van de benadeelde tot vrouw gegeven (op besluit van de jirga).

De pashtunwali is een bundel wetten en gedragsregels, een codex uit de tijd dat moderne rechtspraak niet bestond. De pashtunwali gaf een ordening en bood de Pathanen een veilig bestaan. Een deel van deze codex zou, in combinatie met moderne rechtsnormen, een toekomstig Afghaans rechtssysteem kunnen vormen, dat gemakkelijker door de Afghaanse samenleving geaccepteerd zou kunnen worden. 
Veel elementen van de pashtunwali, bijvoorbeeld de jirgas (Loya Jirga, Wolesi Jirga) werden overgenomen door de Afghaanse staat en toen de Amerikanen na 11 september 2001 een nieuwe structuur voor Afghanistan zochten, was het de Loya jirga die de regering van Karzai haar legitimiteit gaf.